# سفالبارد
سفالبارد (بالنرويجية: Svalbard)، وكانت تعرف سابقا باسمها الهولندي سبيتسبرغن، هو أرخبيل نرويجي في المحيط المتجمد الشمالي. تقع الجزر شمال قارة أوروبا في حوالي منتصف الطريق القاري بين النرويج والقطب الشمالي. تقع الجزر في نطاق من 74 درجة إلى 81 درجة شمالا، ومن 10 إلى 35 درجة شرقا. سبيتسبرغن هي أكبر جزيرة، تليها نورداوستلاندت وإدغويا.
لا يتبع الأرخبيل في الإدارة أي مقاطعة نرويجية، ولكنه يشكل منطقة فردية يديرها حاكم تعينه الحكومة النرويجية. منذ عام 2002، قامت المستوطنة الرئيسية، لونغيرباين، باختيار حكومة محلية منتخبة على غرار بلديات البر الرئيسي. وتشمل المستوطنات الأخرى تجمعا لعمال التعدين الروس يدعى بارنتسبورغ، ومحطة بحوث ني-أليسوند، ومستوطنة سفيغروفا التعدينية. سفالبارد هي أقصى مستوطنة في شمال العالم بها سكان دائمون. هناك مستوطنات أخرى في الشمال، ولكن تسكنها مجموعة من الباحثين تسكنها بشكل دوري.
استغلت الجزر أول مرة كقاعدة لسفن صيد الحيتان في القرنين السابع عشر والثامن عشر، ثم هجرت بعد ذلك. بدأ تعدين الفحم في بداية القرن العشرين، وأنشئت عدة تجمعات سكنية دائمة. اعترفت معاهدة سفالبارد عام 1920 بالسيادة النرويجية، وجعلها قانون سفالبارد عام 1925 جزء كاملا من مملكة النرويج. كما أصبحت سفالبارد أيضا منطقة اقتصادية حرة ومنطقة منزوعة السلاح. شركات التعدين الوحيدة التي لا تزال تعمل في المكان هي ستور نورسك مخزن النرويجية وأركتيكوغول الروسية. وقد أصبحت البحوث والسياحة صناعات تكميلية هامة في الجزيرة، حيث يلعب مركز الجامعة في سفالبارد (يونيس) وقبو سفالبارد العالمي للبذور أدوارا مهمة في البحوث العلمية. لا توجد طرق تربط بين المستوطنات؛ ويستخدم الناس عربات الثلوج والطائرات والقوارب للتنقل بين الأماكن. يشكل مطار سفالبارد في لونغيير البوابة الرئيسية للأرخبيل.
يسود الأرخبيل مناخ القطب الشمالي، رغم أن درجات الحرارة أعلى من المناطق الأخرى في نفس خط العرض. تستفيد النباتات من الساعات المشمسة الطويلة (شمس منتصف الليل) لتعويض الليل القطبي. تعتبر سفالبارد منطقة تزاوج للعديد من الطيور البحرية، ومن حيواناتها أيضا الدببة القطبية والرنة والثعالب القطبية وبعض الثدييات البحرية. تغطي سبعة متنزهات وطنية وثلاثة وعشرون محميات طبيعية ثلثي مساحة الأرخبيل، وذلك لحماية البيئة الطبيعية. وتغطي الأنهار الجليدية حوالي 60٪ من مساحة الأرخبيل، وتظهر في الجزر العديد من الجبال والخلجان.
تم تخصيص سفالبارد ويان ماين برمز أيزو 3166-1 حرفي-2 رمز البلد "SJ". تدير النرويج كلا المنطقتين، رغم أنهما تبعدان عن بعضهما مسافة هم أكثر من 500 ميل بحري (حوالي 950 كيلومتر أو 600 ميل) ولها هياكل إدارية مختلفة تماما.

## الدين
يبلغ عدد سكان سفالبارد حوالي 2,642 نسمة، الأغلبية العظمى منهم تعتنق الديانة المسيحية على مذهب كنيسة النرويج اللوثرية. هناك أقليَّة رومانية كاثوليكية تتبع الأبرشية الرومانيَّة الكاثوليكيَّة في أوسلو.
حوالي 439 من السكان هم من العرقيَّة الروسية والأوكرانيَّة ويعتنقون في المجمل الأرثوذكسية الشرقية ولديهم كنيسة أرثوذكسية يمارسون فيها شعائرهم الدينيَّة.

## السياسة
تأسست السيادة النرويجية الكاملة على الأرخبيل بموجب معاهدة سفالبارد لعام 1920. تمثل هذه الجزر جزءًا من مملكة النرويج، وهي ليست ضمن توابعها، وذلك على النقيض من الأقاليم النرويجية القطبية الجنوبية. دخلت المعاهدة حيز التنفيذ عقب صدور قانون سفالبارد في عام 1925. يحق لكافة الدول الثمانية والأربعين الموقعة على المعاهدة مزاولة النشاط التجاري على الأرخبيل دون تمييز، على الرغم من خضوع جميع الأنشطة للتشريعات النرويجية. تحد المعاهدة من حق النرويج في جمع الضرائب ليقتصر الأمر على تمويل الخدمات في سفالبارد. وبالتالي، يعد معدل ضريبة الدخل في سفالبارد أقل من بر النرويج الرئيسي، ولا توجد ضريبة على القيمة المضافة. ومن أجل ضمان الامتثال، تتمتع سفالبارد بميزانيتها المنفصلة.
لا تخضع سفالبارد لسياسات الهجرة النرويجية، ولا تصدر تأشيرات دخول أو تصاريح إقامة بنفسها. لا يحتاج الأجانب للحصول على تأشيرة دخول أو تصاريح عمل وإقامة من السلطات النرويجية للسفر إلى سفالبارد. ومع ذلك، ينبغي على المواطنين الأجانب الذين يحتاجون لتأشيرة شنغن أن يصطحبوا التأشيرة معهم عند السفر من وإلى سفالبارد عبر بر النرويج الرئيسي.

## الاقتصاد
تشمل القطاعات الرئيسية الثلاثة في سفالبارد، استخراج الفحم، والسياحة، والبحث العلمي. وفي عام 2007، بلغ عدد العاملين في قطاع التعدين 484 شخصًا، وفي قطاع السياحة 211 شخصًا، وفي قطاع التعليم 111 شخصًا. وخلال العام نفسه، حقق التعدين إيرادات قدرها 2.008 مليار كرونة نرويجية (227,791,078 دولارًا أمريكيًا)، والسياحة 317 مليون كرونة (35,967,202 دولارًا أمريكيًا)، والبحث العلمي 142 مليون كرونة (16,098,404 دولارًا أمريكيًا).
بلغ متوسط دخل الأشخاص النشطين اقتصاديًا 494,700 كرونة في عام 2006، وهو أعلى بنسبة 23% من متوسط الدخل في البر الرئيسي. تعود ملكية جل الوحدات السكنية إلى أصحاب العمل والمؤسسات المختلفة، والتي يؤجرونها إلى موظفيهم، إذ لا يوجد سوى عدد قليل من المنازل المملوكة بشكل خاص، ومعظمها عبارة عن أكواخ استجمامية. ولهذا السبب، من الصعب العيش في سفالبارد دون العمل لصالح مؤسسة معتمدة.
مثل استخراج الفحم النشاط التجاري السائد منذ إعادة استيطان سفالبارد خلال مطلع القرن العشرين. تدير شركة سبيتسبرغن النرويجية الكبيرة للفحم، وهي شركة فرعية تابعة لوزارة التجارة والصناعة النرويجية، كلًا من منجم سفيا نورد في موقع سفياغروفا والمنجم السابع في مدينة لونغييربين. بلغ إنتاج المنجم الأول 20 مليون طن خلال الفترة الممتدة من عام 2001 حتى عام 2009، في حين يسخر المنجم الآخر 35% من إنتاجه لتزويد محطة لونغييربين بالوقود. أغلقت مستوطنة التعدين الواقعة في سفياغروفا في شهر مارس من عام 2020، بسبب مشاكل متعلقة بالميزانية، والجهود المبذولة لتنظيف الآثار الناجمة عن استخراج الفحم في سفالبارد. ومنذ عام 2007، توقفت شركة أركتيكوغول الروسية الحكومية عن التعدين في بلدة بارنتسبورغ إلى حد كبير. هذا وتقرر إغلاق المنجم السابع في عام 2025.
أجري اختبار للتنقيب عن النفط على اليابسة، ولكن لم يتمخض عنه نتائج مرضية في ما يتعلق بالتشغيل الدائم. لا تسمح السلطات النرويجية بمزاولة الأنشطة النفطية البحرية لأسباب بيئية، وقد أعلن عن حماية الأراضي التي نقِب فيها عن النفط سابقًا لتصبح محميات طبيعية أو منتزهات وطنية. وأعلن عن خطة عشرينية لتطوير موارد النفط والغاز البحري حول سفالبارد في عام 2011.
تاريخيًا، كانت سفالبارد قاعدة لصيد الحيتان والأسماك. ادعت النرويج سيادتها على المنطقة الاقتصادية الخالصة الممتدة على مسافة 200 ميل بحري (370 كيلومترًا) حول سفالبارد في عام 1977، والتي تغطي مساحةً قدرها 31,688 كيلومترًا مربعًا من المياه الداخلية، بالإضافة إلى 770,565 كيلومترًا مربعًا من مساحة المنطقة الاقتصادية الخالصة. تحتفظ النرويج بسياسة صارمة بشأن مصايد الأسماك في المنطقة. تعترض روسيا على هذه الادعاءات.
تتمحور السياحة حول البيئة، وهي متركزة في مدينة لونغييربين. تشمل هذه الأنشطة كلًا من التجوال، والتجديف بقوارب الكاياك، والمشي عبر الكهوف الجليدية، ورحلات السفاري بعربات الجليد الآلية والزلاجات التي تجرها الكلاب. تشكل السفن السياحية جزءًا كبيرًا من حركة الملاحة، بما في ذلك توقفات السفن البحرية والسفن البحرية الاستكشافية المنطلقة والقادمة إلى سفالبارد. يزداد تركيز حركة الملاحة بشدة خلال الفترة ما بين شهري مارس وأغسطس. تضاعف عدد الإقامات الفندقية خمسة أضعاف خلال الفترة الممتدة من عام 1991 إلى عام 2008، حين بلغ عددها 93,000 إقامةً فندقيةً. أعلنت النرويج في شهر فبراير من عام 2024 عن وضع قيود على السياحة لصالح حماية النباتات والحيوانات في الأرخبيل. أصبح حجم السفن السياحية كبيرًا للغاية الآن، إذ غالبًا ما تحمل السفن 2,000 شخص على متنها، وهو عدد كبير للغاية بالنسبة إلى موقع رسو السفن الذي يضم 40 مقيمًا دائمًا.
الآن، ينحصر عدد ركاب السفن في المناطق المحمية على مئتي راكب. يمثل هذا واحدًا من عدة تغييرات، والتي تأخذ بعين الاعتبار كسح الجليد بعد الأول من مارس، والابتعاد عن مناطق حيوانات الفظ. يوجد 43 نقطة مخصصة لرسو السفن.
يتركز البحث العلمي في سفالبارد ضمن لونغييربين وني-أولسن، وهما المنطقتان الأيسر وصولًا في المنطقة القطبية الشمالية العالية. تمنح معاهدة سفالبارد الإذن لأي دولة بإجراء أبحاث في سفالبارد، وهو ما أدى إلى إنشاء المحطة القطبية البولندية، ومحطة النهر الأصفر القطبية الشمالية الصينية، بالإضافة إلى المنشآت الروسية في بارنتسبورغ.
يقدم المركز الجامعي في سفالبارد، الواقع في مدينة لونغييربين، دورات تعليمية للطلبة الجامعيين والمتخرجين وطلبة الدراسات العليا البالغ عددهم 350 طالبًا في شتى العلوم القطبية، وتحديدًا في مجالات علم الأحياء، والجيولوجيا، والجيوفيزياء. تهدف الدورات التعليمية إلى تدعيم الدراسات في جامعات البر الرئيسي. ليس هناك رسوم دراسية، وتعقد الدورات باللغة الإنجليزية، ويحظى الطلبة النرويجيون والدوليون بتمثيل متساوٍ.
قبو سفالبارد العالمي للبذور، هو بنك للبذور يخزن أكبر عدد ممكن من البذور العائدة لمختلف أصناف المحاصيل وأقاربها النباتية البرية من حول العالم. يمثل القبو ثمرة تعاون ما بين حكومة النرويج والصندوق العالمي لتنوع المحاصيل. حفِر القبو في الصخر بالقرب من مدينة لونغييربين، وهو ما جعله يحافظ على درجة حرارة طبيعية عند −6 درجات مئوية (21 درجة فهرنهايت)، فضلًا عن تبريده للبذور إلى درجة حرارة -18 درجة مئوية (0 درجة فهرنهايت).
نظام سفالبارد للكابلات البحرية، هو عبارة عن خط من الألياف البصرية يصل ما بين سفالبارد وهارستاد، ويبلغ طوله 1,440 كم (890 ميلًا). ويعد ضروريًا للتواصل مع الأقمار الصناعية التي تدور حول القطب الشمالي عبر محطة سفالبارد للأقمار الصناعية، والتجهيزات الواقعة في ني-أولسن.
يعد الأرشيف القطبي العالمي مشروعًا ضخمًا للأرشفة الرقمية تديره شركة بيكل النرويجية الخاصة وشركة سبيتسبرغن النرويجية الكبيرة للفحم (وهي شركة حكومية). افتتح الأرشيف في شهر مارس من عام 2017. حصل على أكبر عملائه، غيت هاب، وهي شركة فرعية تابعة لمايكروسوفت، في منتصف عام 2020.
شكلت السفن السياحية الوافدة مصدرًا للدخل في المنطقة حتى عام 2015. أضحت الحكومة النرويجية قلقةً حيال الأعداد الكبيرة من ركاب السفن السياحية التي كانت تصل إلى المستوطنات الصغيرة بصورة مفاجئة، على غرار بلدة ني-أولسن، والتي يصدف أنها تقع على مقربة من وادي ماغدالينا الخلالي المتميز بمناظره الخلابة، رغم قحولته.

## معرض صور

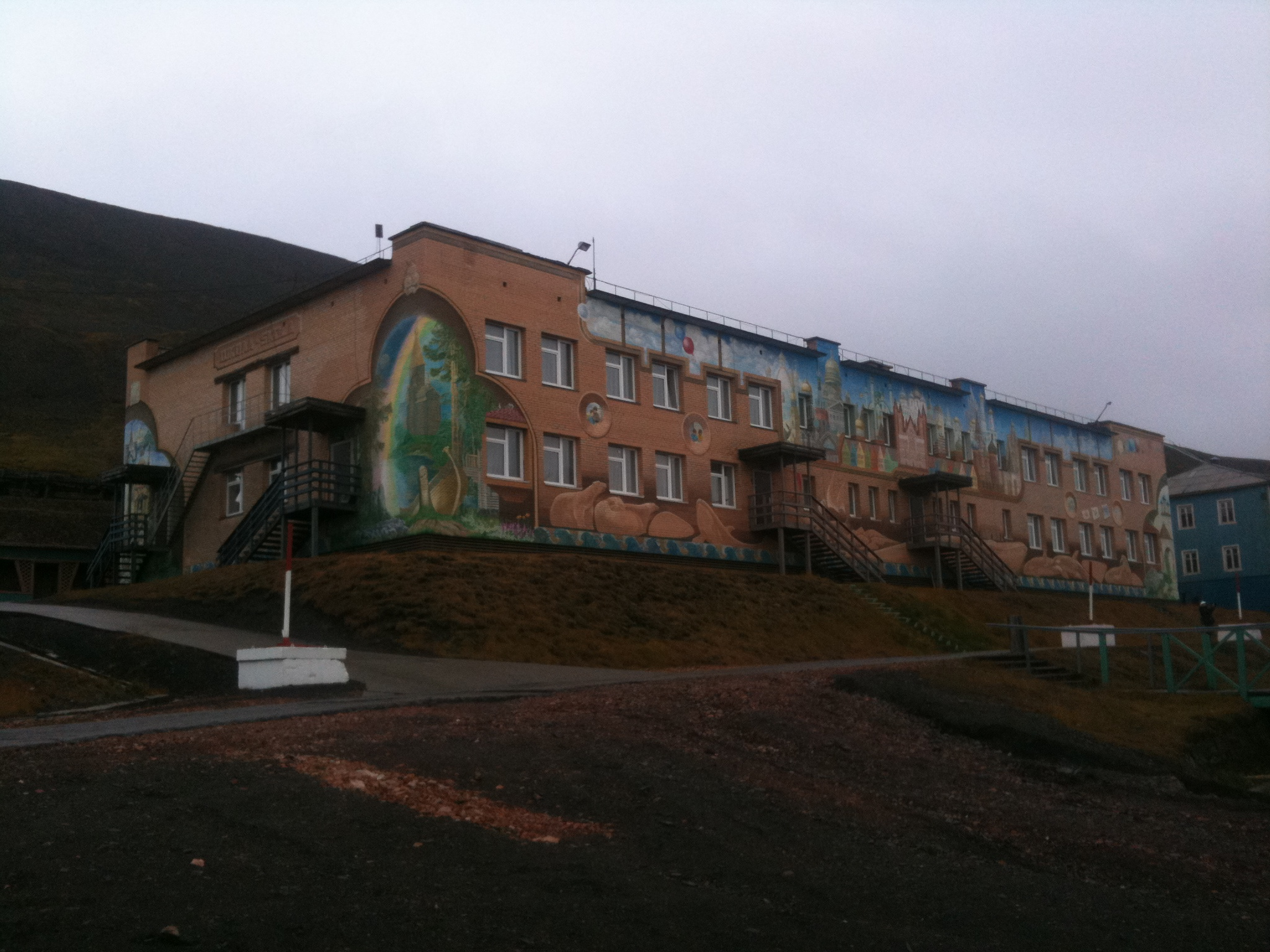
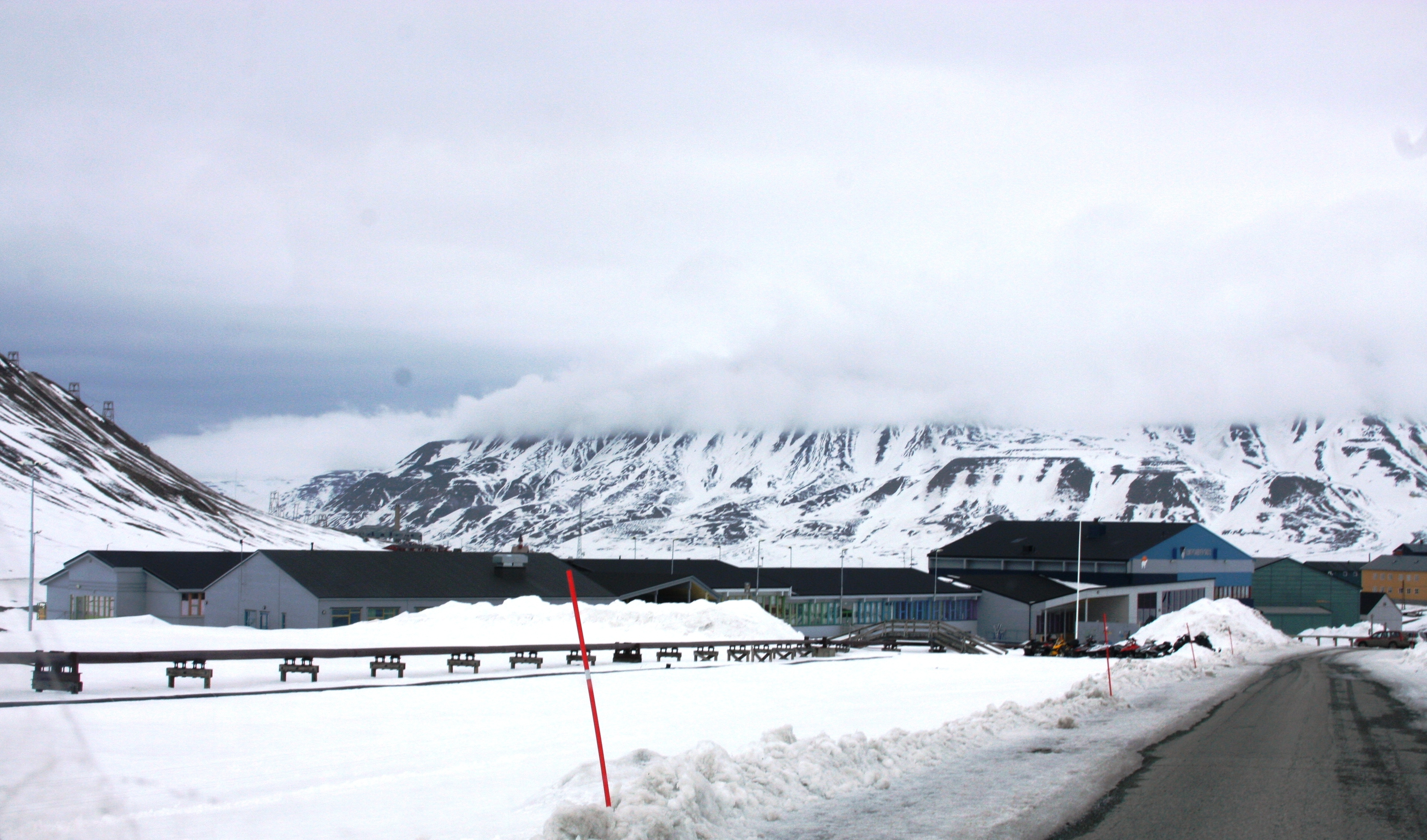
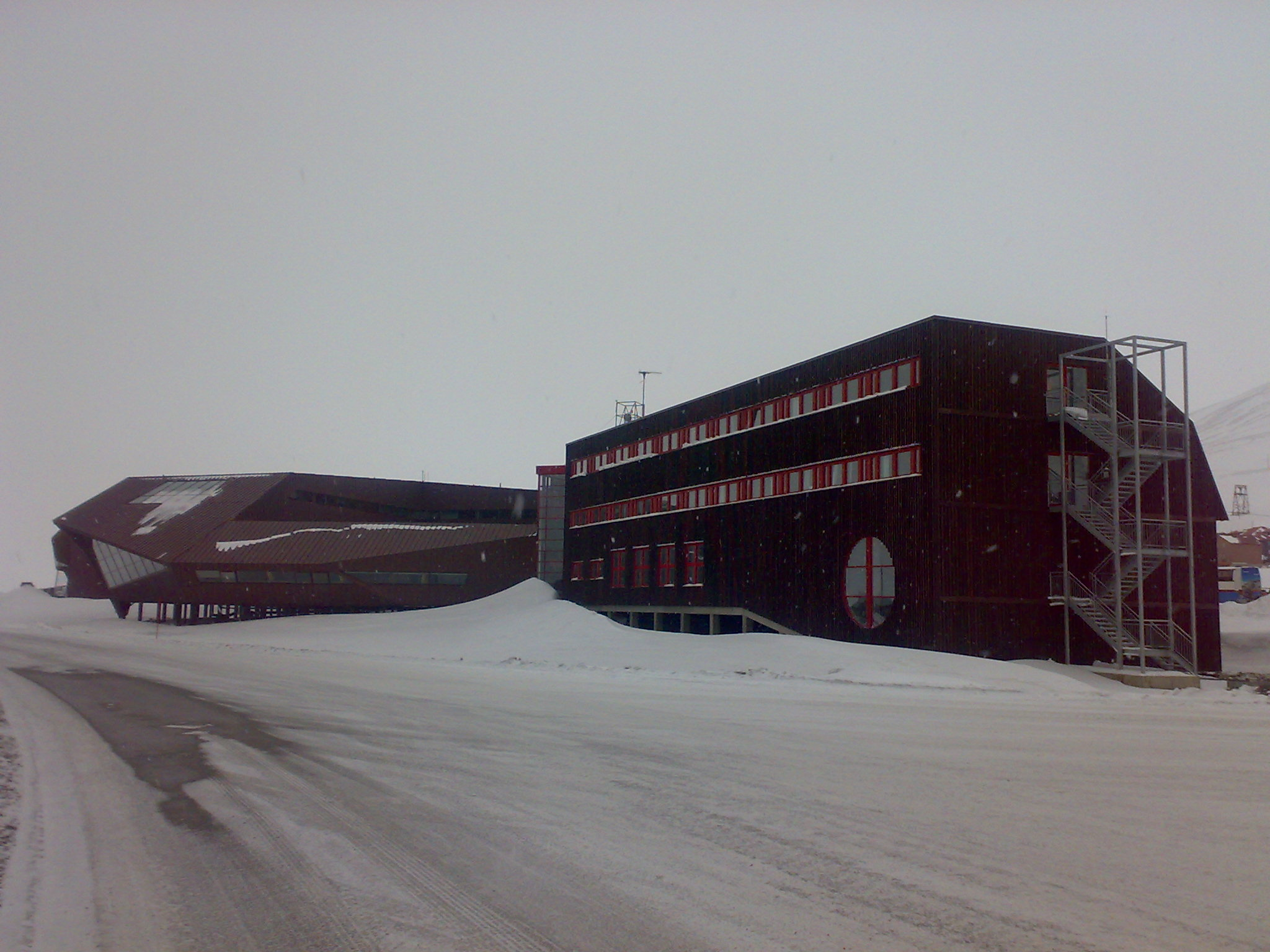

## وصلات خارجية
- Sysselmannen.no—موقع ويب حاكم سفالبارد(بالإنجليزية)